# Mort d'un tatoué
Mort d'un tatoué (Shotgun dans l'édition originale américaine) est un roman policier américain de Ed McBain, nom de plume de Salvatore Lombino, publié en 1969. C’est le vingt-troisième roman de la série policière du 87e District.

## Résumé
Contrairement à ce qu'ils rencontrent depuis des années, les policiers du 87e District ont affaire à un tueur qui prend son temps après avoir tiré sur ses victimes en plein visage à l'aide d'un fusil de chasse. Le criminel a donc une signature.
Lorsque les premiers flics arrivent sur la scène du crime, ils en constatent l'horreur. Une fois le choc passé vient la recherche des indices. Les détectives Steve Carella et Bert Kling remarquent alors que le meurtrier a maladroitement tenté de déguiser l'assassinat en suicide. Rapidement, ils identifient un suspect et commencent à le traquer. Or, pendant cette traque, un nouvel assassinat similaire est commis lors d'un vol dans l'appartement d'un couple. Les détectives se seraient-ils trompés de suspect ?

## Éditions
Édition originale en anglais
- (en) Ed McBain, Shotgun, New York, Doubleday, 1969

Éditions françaises
- (fr) Ed McBain (auteur) et Alain Chataignier (traducteur), Mort d'un tatoué [« Shotgun »], Paris, Gallimard, coll. « Série noire no 1350 », 1970, 255 p. (BNF 35146327)
- (fr) Ed McBain (auteur) et Alain Chataignier (traducteur), Mort d'un tatoué [« Shotgun »], Paris, Gallimard, coll. « Carré noir no 323 », 1979, 251 p. (ISBN 2-07-043323-4, BNF 34644322)
- (fr) Ed McBain (auteur) et Alain Chataignier (traducteur), Mort d'un tatoué [« Shotgun »], Paris, Gallimard, coll. « Série noire no 1295 », 1996, 223 p. (ISBN 2-07-049465-9, BNF 35858546)
  - Traduction révisée et augmentée.
- (fr) Ed McBain (auteur) et Alain Chataignier (traducteur), Mort d'un tatoué [« Shotgun »], Dans 87e District, volume 4, Paris, Éditions Omnibus, 2000, 1040 p. (ISBN 2-258-05357-9, BNF 37184893)
  - Ce volume omnibus contient les romans La Rousse, Mort d'un tatoué, En pièces détachées, Tout le monde sont là !, Après le trépas, Le Sourdingue et Branle-bas au 87.

## Adaptation télévisée
- 1992 : Brokovnice, téléfilm tchèque réalisé par Jaroslav Dudek (cs), adaptation du roman Mort d'un tatoué (Shotgun), avec Jiří Bartoška (en) dans le rôle de Steve Carella

## Sources
- Jean Tulard, Dictionnaire du roman policier : 1841-2005. Auteurs, personnages, œuvres, thèmes, collections, éditeurs, Paris, Fayard, 2005, 768 p. (ISBN 978-2-915793-51-2, OCLC 62533410), p. 599 (Notice 87e District).